# François-Elie Voyer de Paulmy d’Argenson
François-Elie Voyer de Paulmy d’Argenson (* 22. September 1656 in Paris; † 25. Oktober 1728 in Bordeaux) war ein französischer Prälat. Er war Erzbischof von Embrun und Erzbischof von Bordeaux.

## Leben
François-Elie de Voyer d’Argenson war der zweite Sohn von René (II.) de Voyer, Seigneur d’Argenson und Marguerite Houllier de la Poyade. Sein älterer Bruder Marc-René († 1721) wurde Président du Conseil des Finances und Siegelbewahrer von Frankreich.
Als jüngerer Sohn für eine Laufbahn in der Kirche bestimmt, wurde François-Elie zuerst Prior von Saint-Nicolas in Poitiers. 1686 promovierte er an der theologischen Fakultät in Paris. 1694 wurde er Dekan von Saint-Germain-l’Auxerrois in Paris und 1695 Kanoniker der gleichen Kirche. Er war ein entschiedener Gegner des Jansenismus.
Am 15. April 1702 wurde er zum Bischof von Dol nominiert, was am 11. Dezember 1702 bestätigt wurde. Die Bischofsweihe fand am 18. März 1703 statt. Am 3. Februar 1706 wurde er Kommendatarabt von Saint-Pierre de Preuilly. Am 12. Januar 1715 wurde er zum Erzbischof von Embrun nominiert, was am 16. Dezember 1715 bestätigt wurde. Am 6. Mai 1720 wurde er zum Erzbischof von Bordeaux ernannt, im gleichen Jahr erhielt er Kloster Le Relec. 1722 nahm er an der Krönung Ludwigs XV. in Reims teil.
In seiner Zeit wurde in Bordeaux aufgrund einer irischen protestantischen Konvertitin die Congrégation du Bon Pasteur neu gegründet, eine Einrichtung, die auch alle Nachfolger Argensons förderten.
Argenson überarbeitete und erweiterte den Propre des Saints der Diözese Bordeaux und ließ auch die von seinem Vorgänger Bezons publizierten Ordonnances synodales (1704) neu drucken, ebenso wie die Dekrete der in Bordeaux abgehaltenen Provinzialsynoden unter den Erzbischöfen Sansac 1583 und Sourdis 1624 (Decreta conciliorum pro vincialium anni 1583 et 1624 Burdigalœ celebratorum, typil iterato mandata, Burdigalx). Er selbst verfasste die Méthode courte et facile pour rappeler à l’unité de l’Église ceux qui en sont séparés, dressée et publiée par ordre in François-Elie de Voyer de Paulmy d’Argenson, archevêque de Bordeaux, pour l’usage de son diocèse.